# Cherubino Patà
Pour les articles homonymes, voir Pata.
Pietro Antonio Cherubino Patà, né le 9 juin 1827 à Sonogno (Tessin, Suisse) et mort le 2 février 1899 à Gordola (Tessin), est un peintre suisse, connu pour avoir été le principal assistant de Gustave Courbet entre 1868 et 1877.

## Biographie

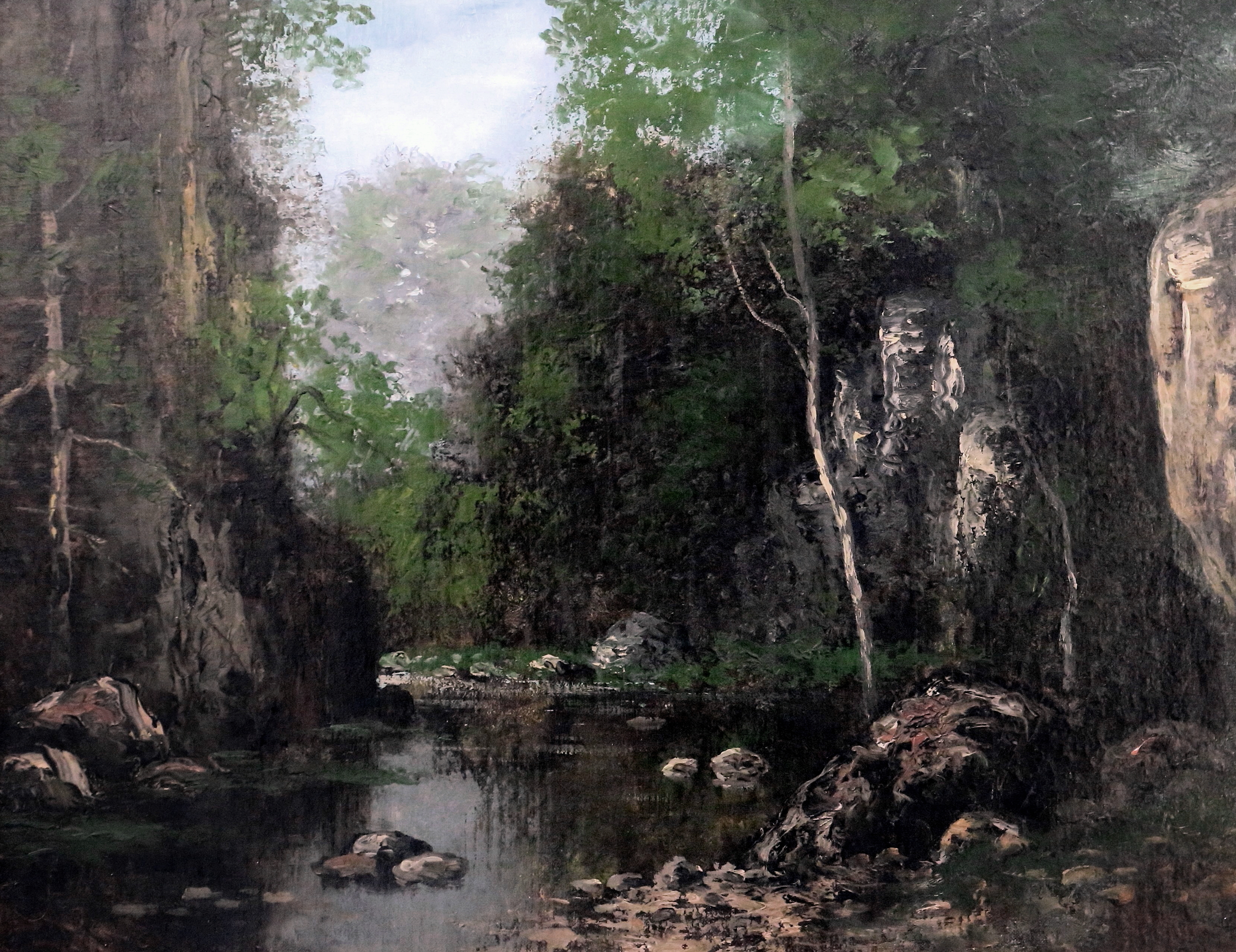
Le Ruisseau du Puits Noir (vers 1870), Ornans, musée Courbet.

Fils d'un couple d'éleveurs de moutons, Abbondio Patà et d'Apollonia Tamò, installé dans le Tessin, Cherubino Patà, est élève à l'école de dessin de Locarno. En 1854, il décore l'église de Sonogno, puis se rend en Suisse romande où il officie en tant que portraitiste ambulant jusqu'en 1858. Il épouse en 1866 la peintre suisse Emilie Schnewlin (1839–1898), avec qui il aura deux enfants.
Dans les années 1860, il se rend à Lyon où il sort diplômé de l'école des beaux-arts, puis régulièrement, monte à Paris. Le peintre, sous le nom de « Chérubin Pata », expose au Salon parisien à partir de 1868, et ce, jusqu'en 1870, surtout des paysages. 
Résidant d'abord dans le quartier latin avec sa famille, il se lie avec Gustave Courbet, dont il devient, au fil des années, le principal assistant. Après la Commune de Paris, il participe avec quelques autres jeunes peintres à l'atelier d'Ornans créé par Courbet à sa sortie de prison, en 1872, pour préparer les paysages du maître, harcelé par ses créanciers. Il conseille et met en garde Gustave Courbet, lors de sa relation épistolière avec Mathilde Carly de Svazzema. Lorsque le peintre doit s'exiler en Suisse en 1873 pour échapper aux poursuites de l'État dans le cadre de l'affaire de la colonne Vendôme, Patà lui rend visite, puis s'installe quelques mois avec lui dans une pension à La Tour-de-Peilz. Patà retourne à Paris, expose au Salon des refusés en 1875, et devient l'homme d'affaires de Courbet : il s'occupe de faire le lien avec les amis parisiens et avec les avocats du maître. Il assiste Courbet en faisant d'incessants va-et-vient entre Paris et la Suisse jusqu'à la mort du peintre survenue le 31 décembre 1877.
De fin 1879 à fin 1880, il fait un séjour d'un an à Alger, où il réalise plusieurs peintures orientalistes. Il expose une dernière fois, en 1883, au Salon des artistes français, résidant alors au 30 rue de Seine. 
Il retourne vivre en Suisse, d'abord à La Chaux-de-Fonds, puis à Gordola où il meurt, devenu veuf, en février 1899.
« Des peintures naïves de sa jeunesse aux œuvres réalistes de la maturité, sa production reste inégale et a souffert du soupçon de plagiat des peintures de Gustave Courbet », dont il a subi l'influence.

## Œuvres localisées

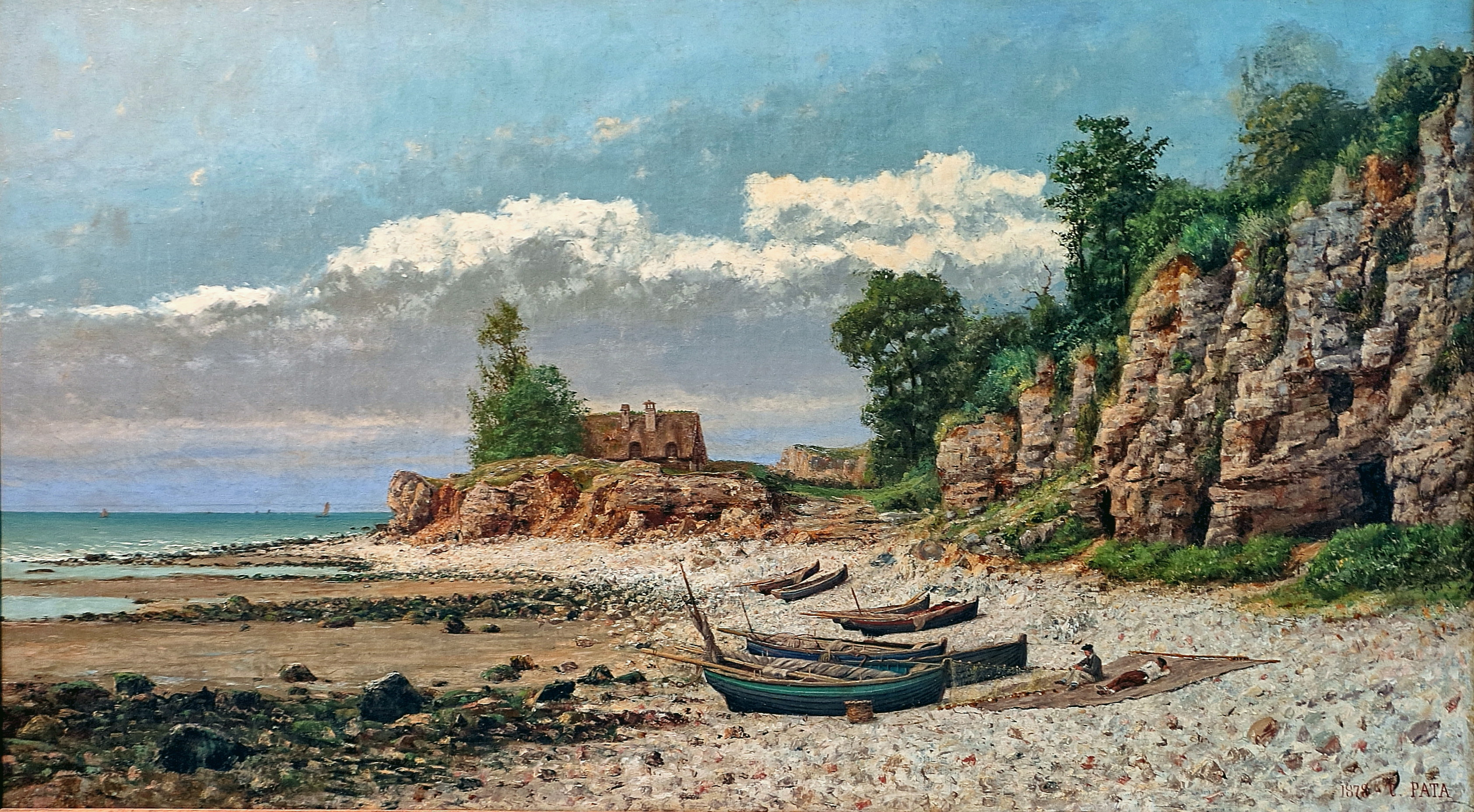
Paysage de bord de mer, Musée Courbet.

- Illiers-Combray (Eure-et-Loir), musée Marcel Proust - Maison de tante Léonie : Terrasses d'Alger, 1879-1880[5] ;
- Ornans (Doubs), musée Courbet :
  - Le Ruisseau du Puits Noir (vers 1870).
  - Paysage de bord de mer ou Les Falaises d’Étretat (1878)[7].
  - Entrée de forêt, effet de neige (signé Pata et GC) institut Courbet,
  - La Fagotière (1883),
  - Intérieur de forêt, Le vieil arbre en hiver, La Terrasse de Bon Port, Portrait d'un abbé.

## Œuvres non localisées

Œuvres non localisées attribuées à Cherubino Patà
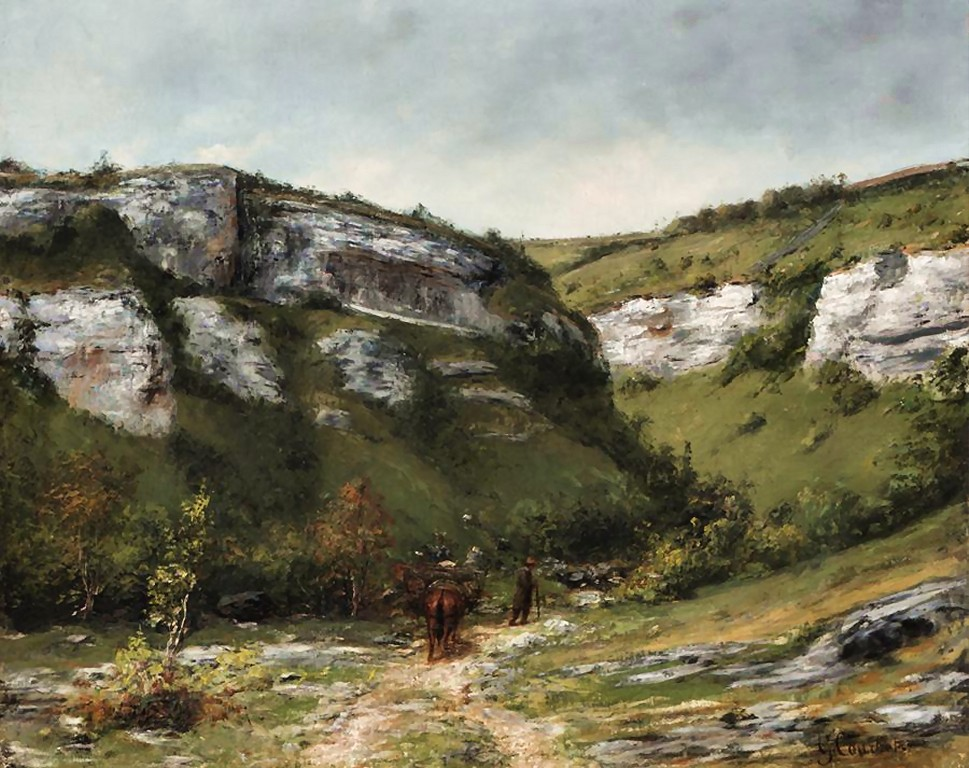
Voyageur suivi de son âne chargé, dans une vallée de montagne, signé « G. Courbet ».
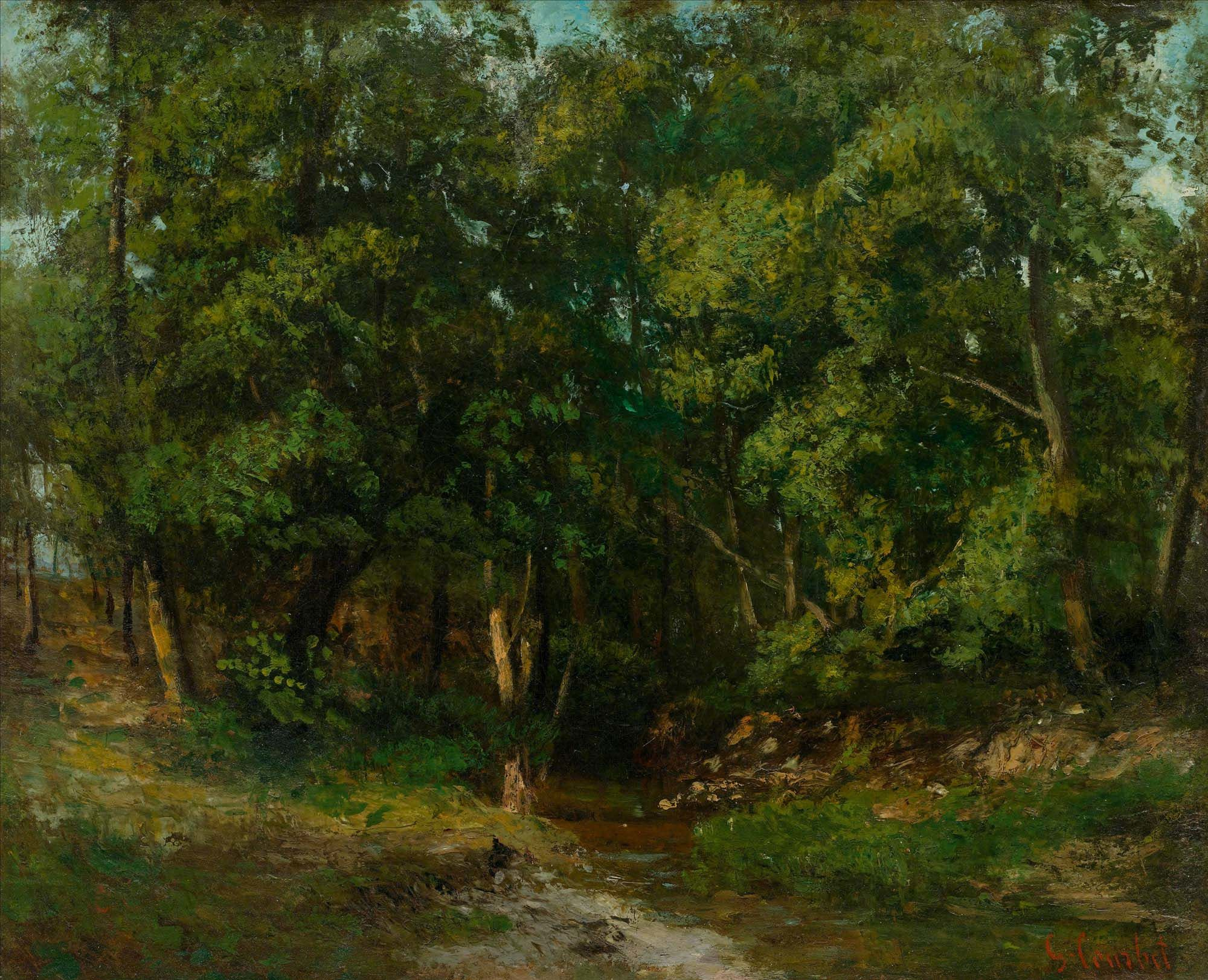
Paysage forestier (vers 1876), signé « G. Courbet ».
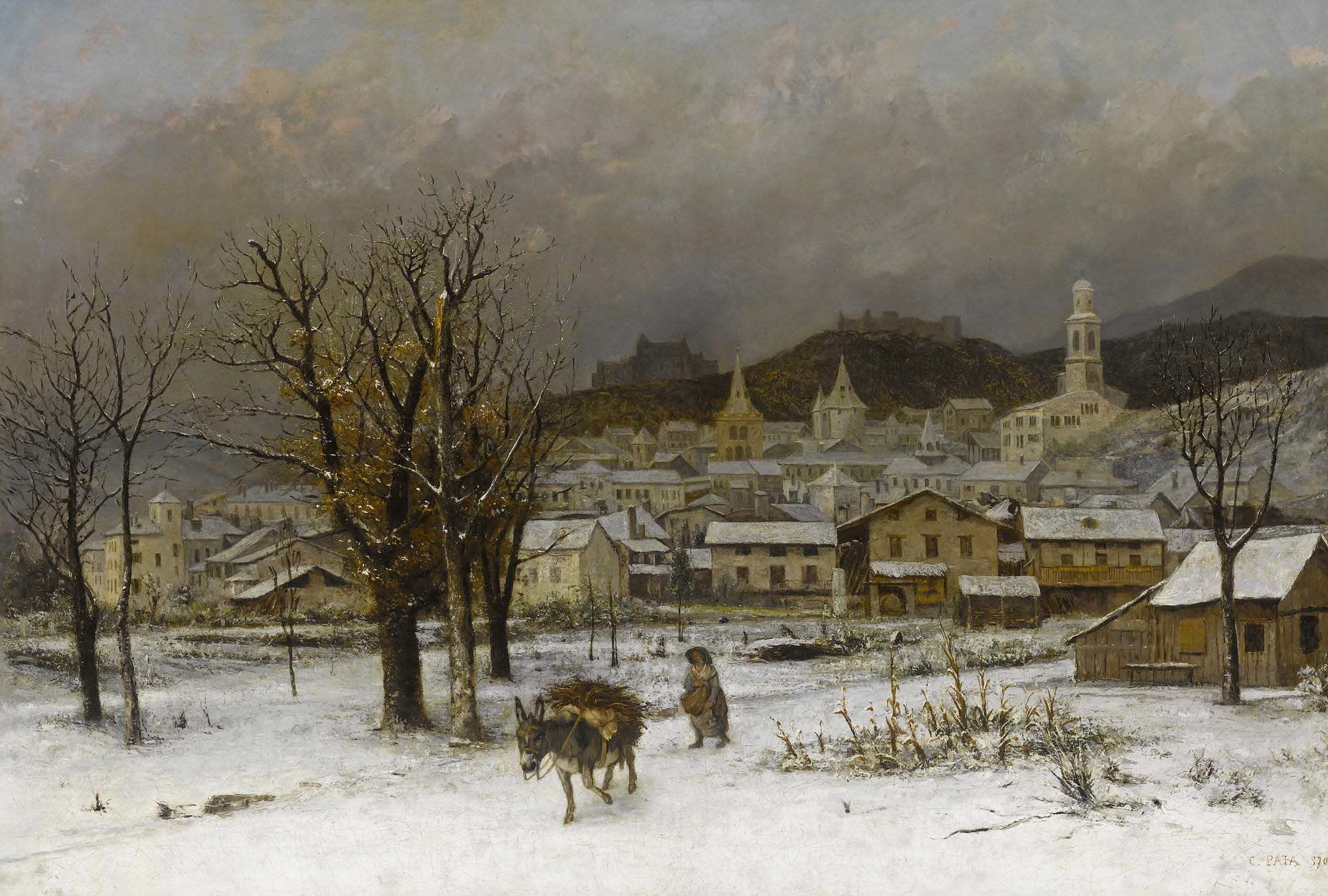
Paysage d'hiver avec vue sur une ville suisse en arrière-plan, peut-être Sion (1870).
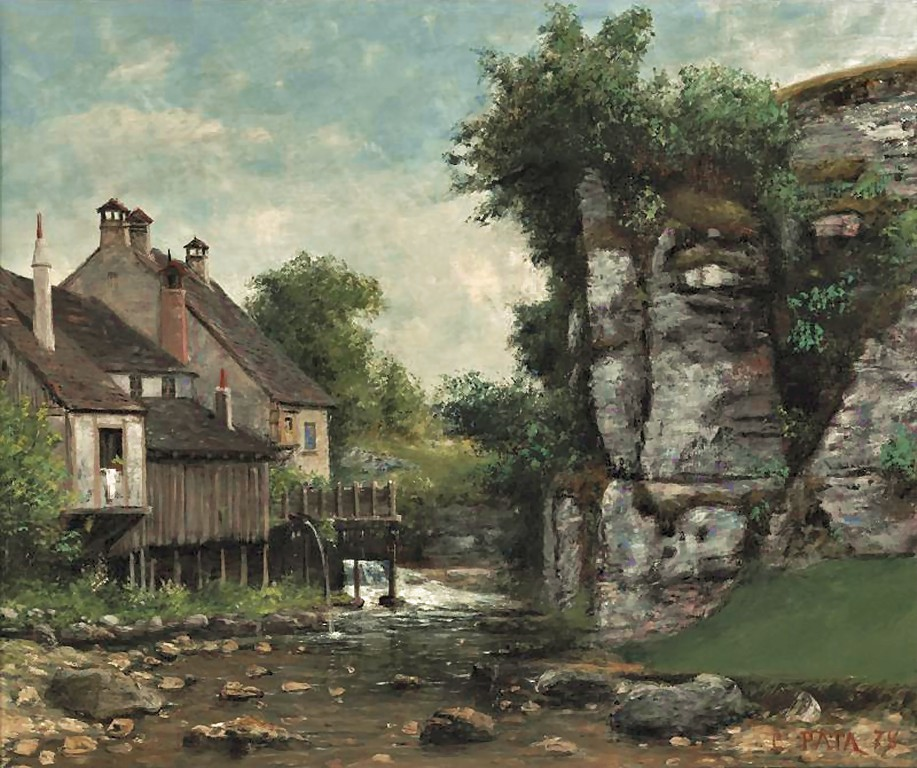
Moulin à Hauteville (1878).
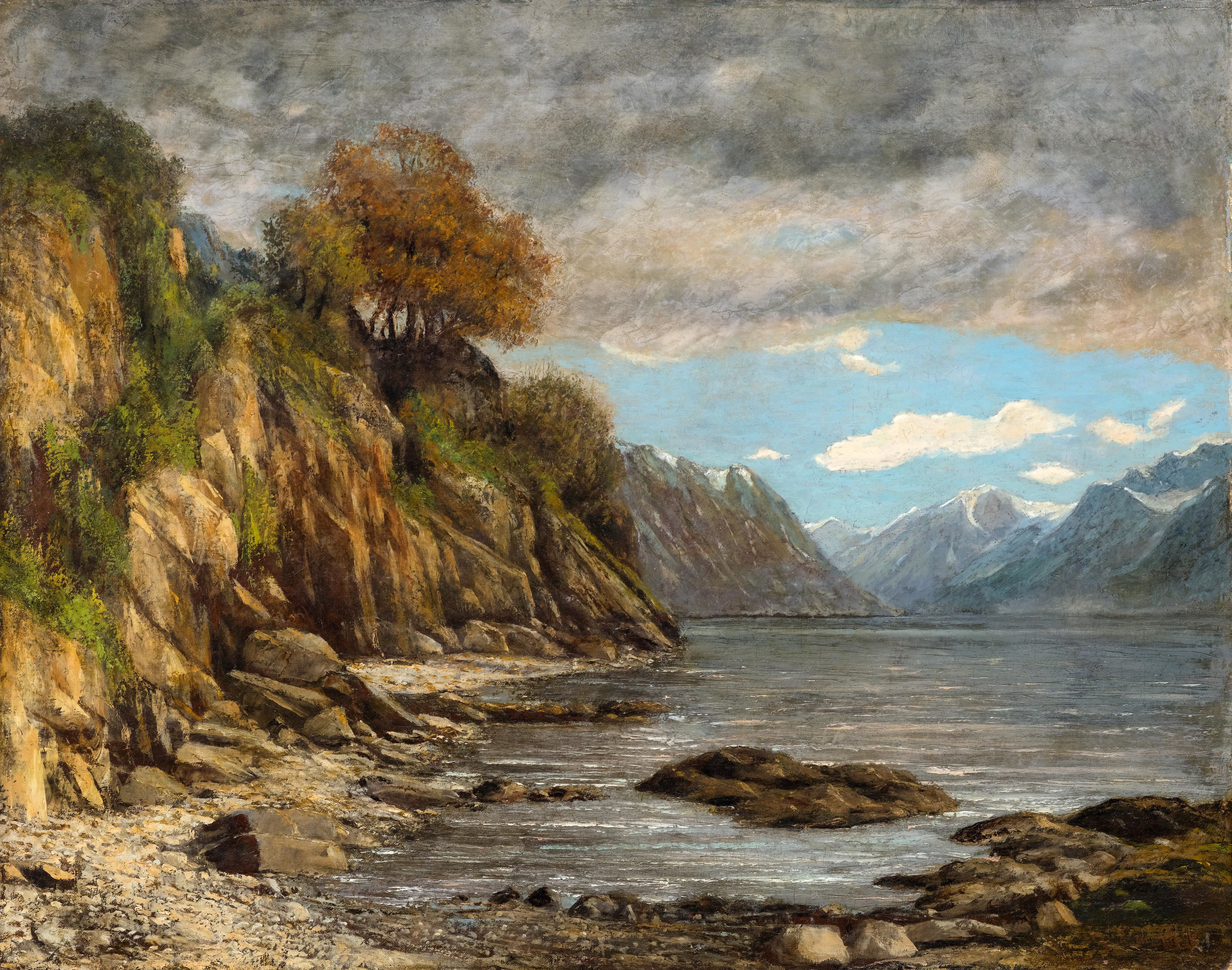
Paysage du lac Léman dans les Alpes, signé « G. Courbet ».
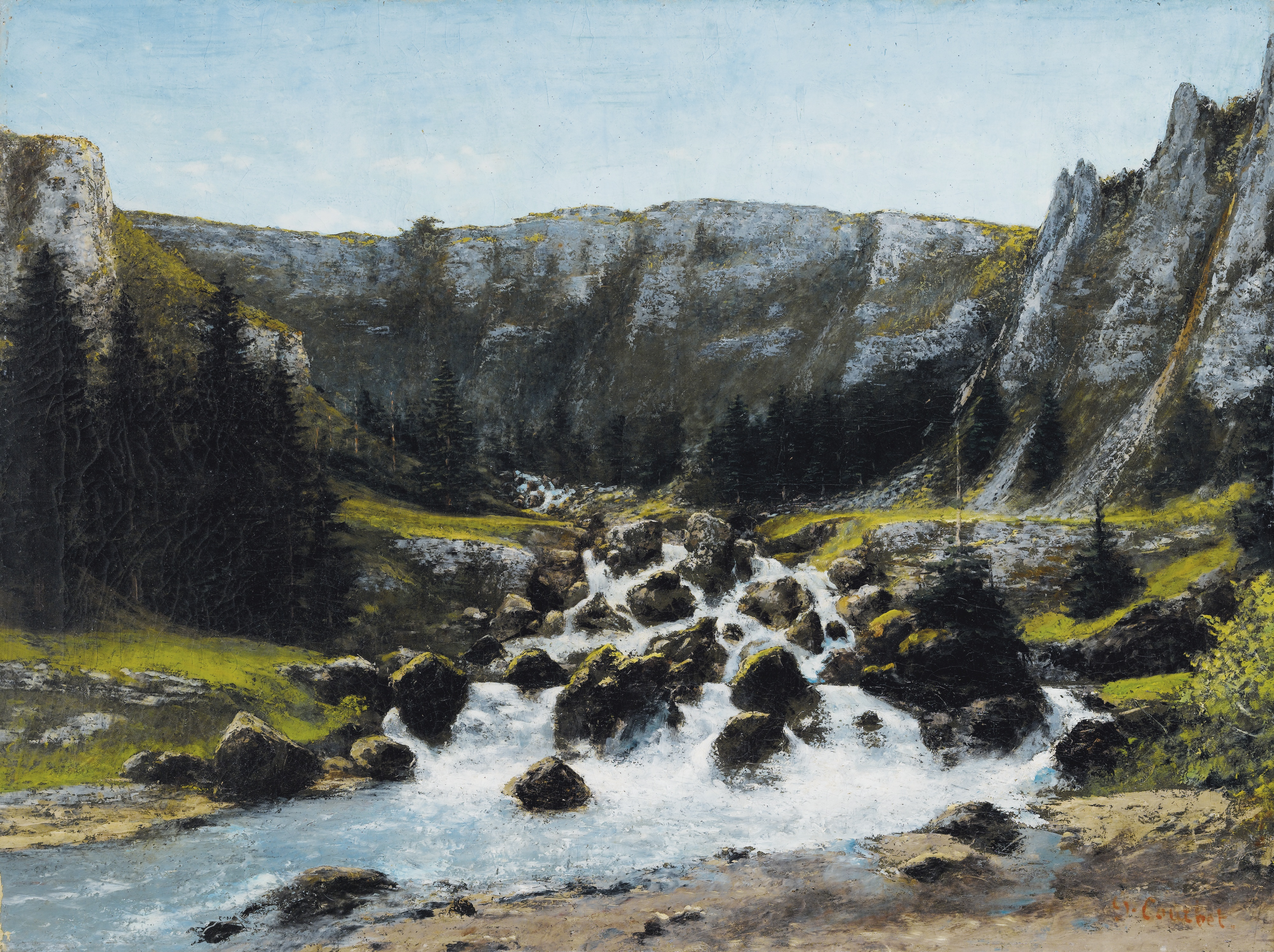
Un Torrent, signé « G. Courbet ».